# 双沙線
双沙線（そうさせん）は北京市朝陽区の双橋駅と北京市昌平区の沙河駅を結ぶ中国国鉄の鉄道路線である。

## 概要
1960年に建設開始。全長は42kmであり、北京の双橋駅から沙河駅を結ぶ路線の他、北京東駅と西店線路所、黄土店駅とK28線路所を結ぶ2本の連絡線がある。

## 駅一覧
- 本線

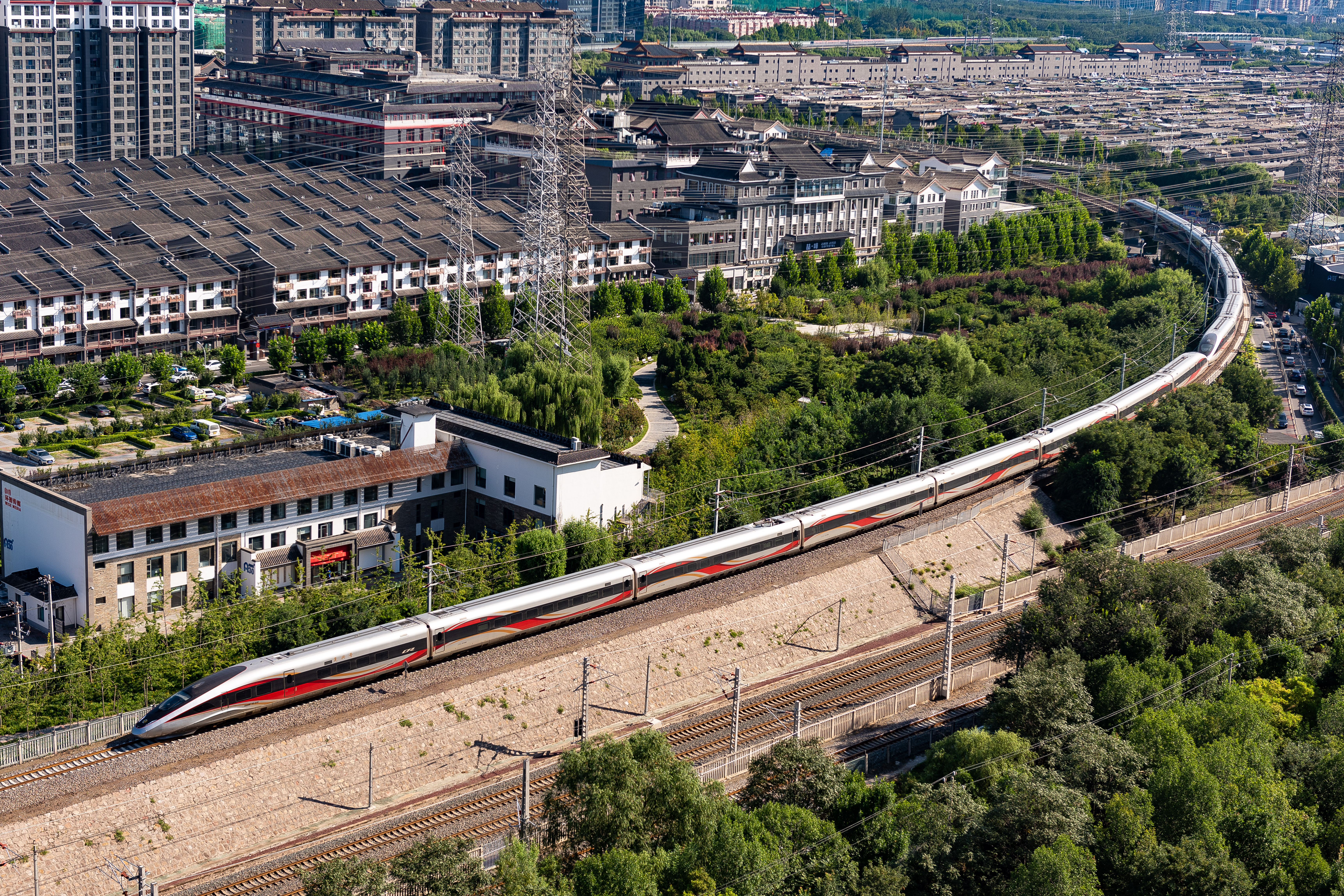
東星連絡線を走行中のCR400BF-GZ型電車

  - 双橋駅 - (西店線路所) - 北京朝陽駅 - 望京駅 - 黄土店駅 - 沙河駅

- 連絡線
  - 北京東駅 - (西店線路所)
  - 黄土店駅 - (K28線路所)

## 接続路線
- 北京東駅：京哈線
- 双橋駅：京哈線、京承線、豊双線
- 北京朝陽駅：京瀋旅客専用線（建設中）、北京地下鉄3号線（建設中）
- 黄土店駅：北京市郊外鉄道S2線
- 沙河駅：京張都市間鉄道（建設中）、京包線（休止中）

## 備考
京張都市間鉄道の建設に伴い2016年11月1日から北京北駅が休止されたことから、北京市郊外鉄道S2線は黄土店駅発着に変更された。